# (1031) Арктика
(1031) Арктика (лат. Arctica) — крупный астероид главного пояса, который был открыт 6 июня 1924 года советским астрономом Сергеем Белявским в Симеизской обсерватории и назван в честь физико-географического района Земли — Арктики.

Орбита астероида Арктика и его положение в Солнечной системе
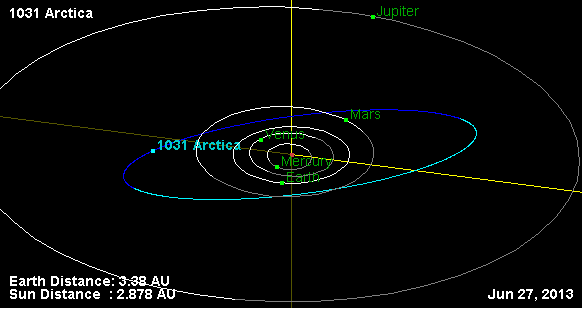
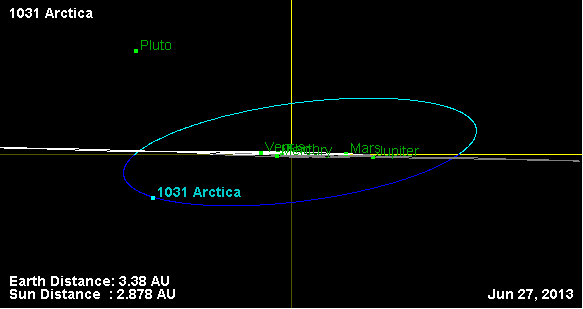